# サミュエル・パーチャス

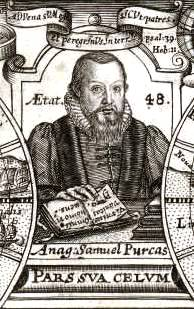
サミュエル・パーチャス、48歳の肖像。

サミュエル・パーチャス（Samuel Purchas、1577年? – 1626年）は、イングランドの聖職者で、外国を旅行した人々の報告を何冊も出版した。

## 経歴
パーチャスは、エセックス州サクステッドで、イングランド人ヨーマンの息子として生まれた。1600年に、ケンブリッジ大学のセント・ジョンズ・カレッジを卒業した。1604年に、ジェームズ1世から、エセックス州イーストウッドにある聖ローレンスと全聖人教会の教区副牧師の地位を与えられた。イーストウッドは、当時、船便の要地として栄え、海の男たちが集まる場所になっていたリー＝オン＝シーから2マイルほどの場所であった。パーチャス自身は、「自分が生まれたエセックスのサクステッドから200マイル (200 miles from Thaxted in Essex where I was borne)」もの旅はしたことはなかった。その代わり、彼は、航海からイングランドに戻ってきた船乗りたちから、話を直接聞き、それを記録した。さらに、そうして集めた話に、リチャード・ハクルトが彼に遺した、膨大な量の未整理手稿を書き加えたが、この手稿は後にパーチャスの3作目にして最後の書籍としてまとめられた。1614年、パーチャスは大主教ジョージ・アボット付きのチャプレンとなり、ロンドンにあるルドゲートの聖マーティン教会の教区牧師になった。彼は、神学士を持っていたが、これは1615年にオックスフォード大学から授与されたものであった。
1613年、彼は『Purchas His Pilgrimage: or Relations of the World and the Religions observed in all Ages and Places discovered, from the Creation unto this Present』を出版した。この著作で彼は、イングランド国教会の観点から神が創造した多様性を概観するという意図のもとに、彼が収集した様々な旅行記の抄録を提示したが、これらの記録は後に改めて詳しい内容で出版されることになった。この本は、たちまち人気を博し、1613年から、パーチャスが死去した1626年までに4版を重ねた

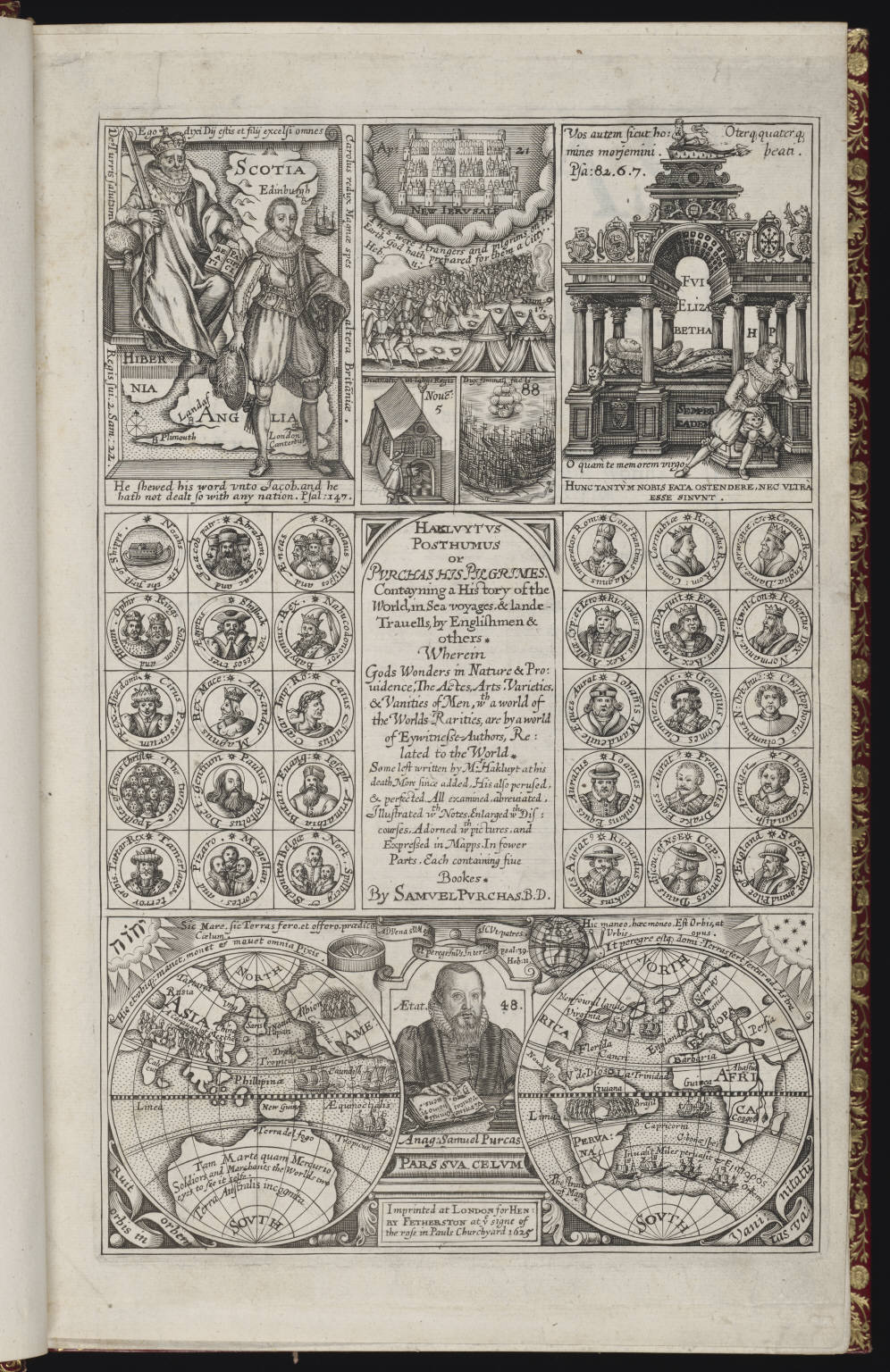
1625年にロンドンで出版されたサミュエル・パーチャスの大作『Hakluytus Posthumus, or Purchas his Pilgrimes』の標題紙。

パーチャスの2作目の本『Purchas his Pilgrim or Microcosmus, or the Historie of Man.  Relating the Wonders of his Generation, Vanities in his Degeneration, Necessities of his Regenerations,』は、1619年に出版された。
1625年、パーチャスは『Hakluytus Posthumus, or Purchas his Pilgrimes』を出版したが、これは4巻に及ぶ大部の旅行記の集成であり、リチャード・ハクルトの『Principal Navigations』を継承するものと目され、一部は1616年に没したハクルトの遺した手稿に基づくものであった。この作品は、きちんとした手法で整理されたものではないが、概ね主題によって4巻に分けられている。
- 第1巻は、ソロモンに始まる古代の諸王についての考察と、アフリカ沿岸を回航して、インド、中国、日本に至る航路について
- 第2巻は、アフリカ、パレスチナ、ペルシャ、アラビアについて
- 第3巻は、北東航路と北西航路の歴史と、タルタリー、ロシア、中国について
- 第4巻は、アメリカ大陸と西インド諸島について

それぞれ記述されている。
1626年に出版された『Pilgrimage』第4版は、『Pilgrimages』の第5巻としてカタログ化されていることもあるが、両者は本質的に別個の作品である。パーチャス自身は両者について次のように述べている。
両者は、兄弟であり、書名も、性格も、特徴もよく似ているが、それでも目的と主題は異なっている。この本（『Pilgrimage』を指す）は、借り物とはいえ、私自身の問題であり、言葉も手法も私自身のものであるが、『Pilgrimages』は、それぞれ別々の著者たちがおり、それぞれがそれぞれの部分でそれぞれの言葉で語っているものに、私が必要な記述を補い、私なりの規則に基づいて整理したものである。
パーチャスは1626年の9月ないし10月に死去したが、一部の記述によれば、没した場所は債務者監獄であり、彼の百科辞典的な取り組みにかかった費用によって経済的にほとんど破綻しかけていたとも言われている。また別の記述によれば、ロンドンの主教であったキング博士 (Dr. King) が、パーチャスにルドゲートの聖マーティン教会の教区牧師の地位 (Rectory) を与え、カンタベリー大主教付きのチャプレンとし、経済的困難から救ったとされている。さらに、ロンドンへの移住は、パーチャスの研究を拡大させた。彼の業績は、1905年から1907年にかけて、グラスゴーで『Pilgrimages』の再刊が行われるまで、しばらく再刊されなかった。
編集者、編纂者としてのパーチャスは、無分別で、不注意で、不誠実ですらあったが、彼が収集した情報には大きな価値があり、探検の歴史に関わる重要な疑問点に唯一手がかりを与えてくれる情報源となっている。彼の編集上の判断や、彼が加筆したコメントは、世界について、異文化や道徳についての知識に向けて、読者を啓蒙し教育するという彼にとっての基本的な目標から理解することができる。これは、探検の計画を遂行するために国民を元気付け、興味を引こう、というハクルトにとっての目標とは正反対であった。
『Purchas his Pilgrimes』は、サミュエル・テイラー・コールリッジの詩『クーブラ・カーン (Kubla Khan:Or, a Vision of Dream - A Fragment)』の着想の源のひとつとなった。この詩についてのある評論は次のように述べている。「1797年夏、当時健康を害していた詩人は、ポーロックとリントン (Linton) の間、サマセットからデヴォンシャーにかけてのエクスムーアにあった一軒家の農家に引きこもっていた。軽い病気だったため、アノダイン（鎮痛剤の一種）が処方され、その効果で、彼は椅子に座ったまま眠りについたが、その時に読んでいたのはパーチャスの『Pilgrimes』にある次のような文章だった。「ザナドゥではクーブラ・カーンが壮大な宮殿を造り、16マイルにもまたがる及ぶ平坦な、壁に囲まれた土地には、豊かな牧草地や、心地よい泉、輝く水の流れがあり、あらゆる種類の猛獣たちやその獲物いて、その中央には壮麗な快楽の館があった。」」

## おもな著書
- Purchas, his Pilgrimage; or, Relations of the World and the Religions observed in all Ages, (1614)
- Purchas, his Pilgrim. Microcosmus, or the historie of Man. Relating the wonders of his Generation, vanities in his Degeneration, Necessity of his Regeneration, (1619)
- Hakluytus Posthumus or Purchas his Pilgrimes, contayning a History of the World in Sea Voyages and Lande Travells, by Englishmen and others (4 vols.), (1625). Reprinted in 1905-1907 in 20 volumes.